# Transformers: Armada
Transformers: Armada, oorspronkelijk uitgezonden in Japan als Super Robot Lifeform Transformer: Legend of the Microns (超ロボット生命体トランスフォーマー マイクロン伝説, Chō Robotto Semetai Toransufōmā: Maikuron Densetsu), is een Japanse animeserie gebaseerd op de Transformers-franchise. De serie heeft geen banden met de vorige Transformers-series. Wel werd ze opgevolgd door twee vervolgseries: Transformers: Energon en Transformers: Cybertron. Samen staan ze bekend als de Unicron Trilogie.
De serie was een coproductie tussen het Amerikaanse bedrijf Hasbro en het Japanse bedrijf Takara. De serie werd in Amerika uitgezonden in een Engelse nasynchronisatie. De serie werd eveneens in Nederland uitgezonden op Yorin in het Nederlands. In Vlaanderen verscheen de reeks sinds 14 april 2003 op TamTam bij VTM.
De show werd door critici bestempeld als te simpel qua plot, en de personages als oninteressant. Wel werd de serie geprezen voor de rol van Starscream en de terugkeer van Unicron.

## Verhaal

### Algemene plot
Op de planeet Cybertron is een oorlog gaande tussen de Autobots en de Decepticons. De oorlog gaat over een ras van kleine krachtvergrotende robots genaamd Mini-Cons. De Mini-Cons konden door de autobots van Cybertron ontsnappen in een schip. Het schip stortte neer op de maan en brak in tweeën. Een deel bleef op de maan, en de andere belandde op de Aarde. De Mini-Cons, allemaal in stasispanelen, werden verspreid over de planeet.
Miljoenen jaren later komen de Autobots en Decepticons beide naar de Aarde om de Minicons terug te halen.

### Samenvattingen
Transformers: Armada kan worden verdeeld in verschillende verhaallijnen van telkens 13 afleveringen.
- Afleveringen 1-13

De tieners Bradley "Rad" White en Carlos Lopez ontdekken de wrakstukken van het Mini-Con schip in een grot buiten hun stad, en activeren het. Daardoor zendt het schip een signaal naar Cybertron wat door zowel de Autobots als Decepticons wordt opgepikt. Beide partijen komen naar de Aarde. Rad, Carlos en een derde tiener genaamd Alexis sluiten zich aan bij de Autobots. De Transformers nemen allemaal de gedaante aan van aardse voertuigen om niet op te vallen. Daarna barst de jacht op de Mini-Cons los. Elke Transformer weet een mini-con partner te bemachtigen. Een hologramopname onthuld het bestaan van een krachtig Mini-Con wapen genaamd de Star Sabre.
- Afleveringen 14-26

Een mysterieuze huursoldaat genaamd Scavanger komt naar de Aarde en sluit zich aan bij de Decepticons. Hij vertelt hen over nog een Mini-Con wapen genaamd het Skyboom Shield, een wapen dat de Star Sabre kan weerstaan. Ook duikt een zwerver genaamd Sideways op en sluit zich aan bij de Autobots. Al snel wordt zijn ware doel duidelijk en loopt hij over naar de Decepticons. Scavenger blijkt op zijn beurt een undercover Autobot te zijn. De Decepticons bemachtigen de Star Sabre. Het Skyboom Shield wordt ook gevonden en een groot gevecht barst los. Dit gevecht trekt de aandacht van meer Autobots en Decepticons. Sideways lijkt ook niet trouw te zijn aan de Decepticons, maar een mysterieuze hogere macht te gehoorzamen.
- Afleveringen 27-39

Megatron vernietigd Sideways, maar deze hersteld zichzelf weer en ontsnapt. Het derde grote Minicon wapen, de Requiem Blaster, wordt ontdekt. De Autobots bemachtigen dit wapen. Beide partijen krijgen weer een nieuw lid erbij: Sideswipe en Wheeljack. Smokescreen raakt dodelijk gewond, maar wordt herbouwd tot Hoist. Starscream loopt tijdelijk over naar de Autobots en helpt hen om de Decepticonbasis binnen te dringen en alle Mini-Cons daar terug te stelen. Uiteindelijk weten de Decepticons alle drie de Miniconwapens te bemachtigen, en combineren ze tot de Hydra Cannon. Hiermee proberen ze de Aarde op te blazen. Optimus kan dit voorkomen, maar sterft door de gevolgen.
- Afleveringen 40-52 (subtitel: "The Unicron Battles")

De Decepticons vertrekken naar Cybertron, gevolgd door de Autobots (nu onder leiding van Hot Shot). De Mini-Cons tonen hun ware kracht en leiden beide partijen in een groot gevecht. Ze brengen Optimus Prime weer tot leven.
Via een zwart gat worden een aantal Autobots en Decepticons naar een andere planeet getransporteerd waar ze Nemesis Prime, een gestoorde kloon van Optimus, ontmoeten. Door de Mini-Cons krijgen een aantal Transformers een upgrade naar een sterkere vorm. Zo veranderd Megatron in Galvatron.
Terug op Cybertron onthuld Sideways voor wie hij al die tijd werkte: met de Mini-Con wapens laat hij Unicron ontwaken. De Mini-Cons blijken soldaten te zijn van Unicron. Starscream offert zichzelf op om Megatron ervan te overtuigen dat Unicron een bedreigen voor hen vormt. De Autobots en Decepticons sluiten een alliantie om deze gezamenlijke vijand te verslaan. Dankzij Rad kunnen de Mini-Cons zich losmaken van Unicrons’ controle. Sideways wordt gedood. Uiteindelijk offert Galvatron zich op om de cyclus van haat die Unicron zijn kracht geeft te doorbreken. Met de dood van Galvatron verdwijnt Unicron ook.
Aan het eind van de laatste aflevering verschijnt Unicron echter opnieuw…

### Afleveringen
1. First Encounter
2. Metamorphosis (Part 2 of 3)
3. Base (Part 3 of 3)
4. Comrade
5. Solider
6. Jungle
7. Carnival
8. Palace
9. Confrontation
10. Underground
11. Ruin
12. Prehistory
13. Swoop
14. Overmatch
15. Gale
16. Credulous
17. Conspiracy
18. Trust
19. Vacation
20. Reinforcement
21. Decisive Battle
22. Vow
23. Rebellion
24. Chase
25. Tactician
26. Link Up
27. Detection
28. Awakening
29. Desperate
30. Runaway
31. Past (Part 1 of 2)
32. Past (Part 2 of 2)
33. Sacrifice
34. Regeneration
35. Rescue
36. Mars
37. Crack
38. Threaten
39. Crisis
40. Remorse
41. Depart
42. Miracle
43. Puppet
44. Uprising
45. Dash
46. Drift
47. Portent
48. Cramp
49. Alliance
50. Union
51. Origin
52. Mortal Combat

## Achtergrond
Transformers: Armada is geschreven en geproduceerd in Japan, maar met invloed van Hasbro. Oorspronkelijk zou de serie zich gaan afspelen in de G1 continuïteit, maar Hasbro was hier tegen omdat ze graag Unicron weer terug wilden laten komen. De show debuteerde al in Amerika voordat hij in Japan te zien was. Daardoor moest de productie van de laatste afleveringen snel worden afgehandeld. Ook de Engelse nasynchronisatie werd gehaast gedaan, wat veel fouten tot gevolg had.
Op 11 mei 2004 verscheen een PS2 videospel gebaseerd op de serie. In het spel kan de speler de rol aannemen van drie Autobots: Optimus Prime, Hot Shot en Red Alert. De plot is hetzelfde als in de televisieserie.
Transformers: Armada kreeg drie stripboek spin-offs. De eerste vertelde kleine bijverhalen die gerelateerd waren aan de serie. De tweede was een maandelijkse publicatie gepubliceerd door Dreamwave. Na vijf delen werd de titel overgenomen door Simon Furman. Zijn strips hadden een serieuzere ondertoon dan de serie, en werden om die reden geprezen door fans. Ook introduceerde de strip bekende personages uit Transformers: Generation 1, maar nu als soldaten van Unicron.
De derde strip kwam enkel uit in Engeland, en werd gepubliceerd door Panini Comics. Deze titel werd ook door Furman geschreven, maar was gericht op een jonger publiek. Deze strip stopte al na 9 delen omdat hij niet populair genoeg was.

## Personages
Bij alle personages staan zowel hun Engelse namen als Japanse namen vermeld.

### Autobots
- Optimus Prime (Convoy): leider van de Autobots en beschermer van het leven in het universum. Prime kan veranderen in een truck. Zijn mini-con partner is Sparkplug. De voorkant van de truck vormt Optimus Prime terwijl de trailer een gevechtsstation kan worden. Prime kan ook met de trailer combineren tot een "Super Mode" robot. Ook kan Prime combineren met Jetfire en/of Overload.
- Hot Shot (Hot Rod): een sportauto-Transformer. Zijn Mini-Con partner is Jolt. Hij is de jongste van de Autobots. Hij is een heethoofd die vaak in situaties belandt die hij niet aankan. Toch ziet Optimus veel in hem, en maakt hem zelfs tot tweede leider.
- Red Alert (Ratchet): de medische expert van de autobots, kan veranderen in een ambulance. Mini-Con partner is Longarm (Hook). Red Alert vecht minder vaak dan de andere Autobots, maar bewaakt meestal de basis. Later in de serie kreeg hij een powerup tot Powerlinx Red Alert.
- Smokescreen (Grap): een Transformer die wat later opdook dan de rest. Hij werd de bewaker van het Skyboom Shield. Later, terwijl hij de Requiem Blaster Mini-Cons bewaakte, werd hij dodelijk verwond door de Decepticons. Red Alert was in staat Smokescreen te redden door hem om te bouwen tot Hoist (Grap Super Mode). Smokescreen kan een hijskraan worden, en Hoist een door stoom aangedreven hijskraan.
- Scavenger (Devastar): de Autobot die Optimus Prime leerde vechten. Hij deed zich voor als een huursoldaat die bij de Decepticons wilde komen, maar later bleek hij een undercover autobot te zijn. Hij gaf Hot Shot unieke training. Kan veranderen in een bulldozer. Mini-Con partner is Rollbar.
- Blurr (Silverbolt): nog een Autobot die pas later opduikt. Zijn Mini-Con partner is Incinerator. Hij kan veranderen in een sportwagen die ook kan vliegen. Hij zag de Mini-Cons eerst als niets meer dan gereedschap. Blurr is zeer snel.
- Jetfire: tweede bevelhebber van de Autobots op Cybertron. Jetfire verliet Cybertron tegelijk met de Decepticon Thrust. Op Aarde hielp hij de Autobots veel van Thrusts plannen te dwarsbomen. Kan veranderen in een spaceshuttle. Is als vechter erg sterk en ervaren. Hij is echter ook een opschepper die de andere Autobots voortdurend herinnerd aan zijn rang en grootsheid.
- Sideswipe (Stepper): een jonge Autobot die van Cybertron kwam om Optimus' team te versterken. Hij werd toegewezen aan Hot Shot. Hot Shot leerde Sideswipe een paar harde lessen over oorlog. Tijdens de gevechten met Unicron kon Sidesweep zich bewijzen als Autobot.
- Overload (Ultra Magnus): Blijkbaar een levenloos wapenplatform gemaakt door de Mini-Cons. Overload kan van voertuigmode veranderen in een aantal kanonnen en combineren met Optimus Prime. Hij lijkt ook een robotmode te hebben, maar hier werd in de serie niet op ingegaan.

### Decepticons
- Megatron/Galvatron: de kwaadaardige leider van de Decepticons. Megatron behandeld zijn troepen met weinig respect, maar dwingt wel respect af bij hen. Hij heeft zijn leven gewijd aan oorlog. Zijn grootste angst is nooit meer kunnen vechten. De dood van Optimus leek hem zelfs persoonlijk te raken. Tijdens de Unicron-oorlog kreeg Megatron van de Mini-Cons een upgrade tot Galvatron. Als Galvatron offerde zichzelf blijkbaar op om Unicron te stoppen.
- Starscream: Decepticoncommandant, en de laatste Transformer die een min-con partner kreeg. Starscream was niet altijd even betrouwbaar. Hij sloot zichzelf een keer aan bij de Autobots vanwege zijn haat tegen Megatron. Toen Unicron opdook en Galvatron hier niets tegen wilde doen, offerde Starscream zich op om te tonen dat Unicron wel een bedreiging vormde.
- Demolishor (Ironhide): de meest loyale Decepticon die bevelen opvolgt zonder vragen te stellen. Hij kan veranderen in een tank. Hij kreeg later in de serie een power-up tot Powerlinx Demolishor.
- Cyclonus (Sandstorm): een wapenfanaat. Zijn mini-con partner is Crumplezone. Hij kan veranderen in een helikopter.
- Thrust: een straaljager-Transformer die gebruikmaakt van optische camouflage om onzichtbaar te worden. Hij kwam naar de Aarde om als tactisch adviseur te dienen van Megatron. Door toedoen van Jetfire faalden al zijn plannen. Dankzij hem kregen de Decepticons alle drie de Mini-Con wapens in handen. Hij was het echter ook die deze wapens aan Sideways gaf. Hij kwam om toen unicron transformeerde, hij kwam vast te zitten en implodeerde.
- Wheeljack (Rampage): een voormalige autobot die ooit de vriend was van Hot Shot. Toen ze betrokken raakten bij een gevecht, was Hot Shot niet in staat Wheeljack te helpen. Wheeljack zag dit als verraad en werd een Decepticon. Kon veranderen in een sportwagen en had de gave om te teleporteren.
- Tidal Wave (Shockwave): een kolossale Decepticon die kort na Thrust op de Aarde arriveerde. Hij kan veranderen in een slagschip dat op zijn beurt weer in drie losse voertuigen kan splitsen. Hij kan combineren met Megatron.

### Mini-Cons
- Street Action Team: bestaat uit High Wire, Grindor en Sureshock. Samen vormen ze de Perceptor. High Wire was de eerste Mini-Con die ontwaakte op Aarde, en nam toen de vorm aan van Rad’s fiets. Grindor en Surelock veranderden zich in replica’s van Carlos’ skateboard en Alexis’s scooter.
- Air Defense Team: bestaande uit Jetstorm, Runway en Sonar. Zij vormen de Star Saber, een energiezwaard dat door vrijwel alles heen kan snijden.
- Race Team: bestaande uit Downshift, Dirt Boss en Mirage. Zij vormen het Skyboom Shield, een energieschild dat de Star Sabre kan weerstaan.
- Space Team: bestaande uit Skyblast, Astroscope en Payload, deze Mini-Cons vormen de Requiem Blaster.
- Emergency Team: bestaande uit Prowl, Makeshift, Fire bot. Deze mini-cons waren gemaakt voor reddingsmissies.
- Sparkplug: de Mini-Con partner van Optimus Prime.
- Jolt: een Mini-Con die kan veranderen in een helikopter. Partner van Hotshot.
- Leader-1: Megatrons persoonlijke Mini-Con die hem al op Cybertron diende.
- Swindle: Starscreams partner.

### Overig
- Bradley "Rad" White, Carlos Lopez en Alexis (Alexa): de drie tieners die de Autobots helpen. Ze ontdekten de Street Action Mini-Cons. Ze gaven de Autobots de nodige informatie over de Aarde. In de Unicron-gevechten werden de drie teruggestuurd in de tijd, en bleek dat ze een belangrijke rol speelden bij de creatie van de Mini-Cons. In de finale wisten ze de Mini-Cons te bevrijden van Unicrons invloed. De drie hadden ook een paar cameo’s in de serie Transformers: Energon en het einde van de serie Transformers: Cybertron.
- Laserbeak: een kleine robotische vogel die Rad, Carlos en Alexis vergezeld.
- Sideways (Double-Face): een Transformer die kan veranderen in een motorfiets. Hij vocht mee met zowel de Autobots als Decepticons, maar bleek later een handlanger te zijn van Unicron. Hij liet Unicron ontwaken met behulp van de Mini-Cons.
- Unicron: het ultieme kwaad wiens oorsprong onbekend is. Hij belichaamd de duisternis en haat in ieder wezen. Hij werd ooit verslagen door de Autobotkrijger Omega Supreme, waarna hij zich terugtrok en vermomde als de maan van Cybertron. Hij creëerde in het geheim de Mini-Cons in de hoop dat dit een oorlog zou veroorzaken tussen de Transformers. Deze oorlog zou hem weer sterker maken. Door tussenkomst van Rad, Carlos en Alexis (die terugreisden in de tijd) kregen de Mini-Cons echter een eigen wil en vluchtten weg van Cybertron. Toen de oorlog weer oplaaide werd Unicron weer sterker. Unicron werd verslagen toen Galvatron zich opofferde om de haatcyclus die Unicron zijn kracht gaf te doorbreken.
- Nemesis Prime (Scourge): deed slechts mee in 1 aflevering. Hij is een kwaadaardige kloon van Optimus Prime.

## Stemmen

### Engelse stemmen (Armada)
- Mark Acheson – Unicron
- Don Brown – Cyclonus
- Gary Chalk – Optimus Prime
- Jim Conrad – Narrator
- Michael Dangerfield – Wheeljack
- Brian Dobson – Red Alert
- Michael Dobson – Starscream
- Paul Dobson – Sideways
- Brian Drummond – Blurr
- Andrew Francis – Billy
- Matt Hill – Carlos
- David Kaye – Megatron/Galvatron
- Scott McNeil – Jetfire
- Brent Miller – Hot Shot
- Kirby Morrow – Rad
- Colin Murdock – Thrust
- Doug Parker – Tidal Wave
- Ward Perry – Scavenger
- Tony Sampson – Fred
- Alvin Sanders – Demolishor
- Tabitha St. Germain – Alexis
- Sam Vincent – Sideswipe
- Dale Wilson – Smokescreen/Hoist

### Japanse stemmen (Micron Legend)
- Tōru Ōkawa – Convoy
- Ikuya Sawaki – Ratchet
- Kōsuke Okano – Hot Rod
- Katsuhisa Hōki – Grap
- Keiji Fujiwara – Devastor
- Susumu Chiba – Jetfire, Rampage
- Kiyoyuki Yanada – Megatron
- Jin Yamanoi – Starscream, Shockwave
- Kōji Yusa – Ironhide, Thrust
- Isshin Chiba – Sandstorm, Silverbolt
- Takahiro Sakurai – Doubleface
- Katsumi Chō – Unicron
- Masataka Nakai – Rad, Bank
- Yukie Maeda – Carlos, Arcee
- Akira Tomisaka – Alexa, Wheelie/Bumble
- Tarusuke Shingaki – Billy
- Nobuyuki Kobushi – Jim, Stepper

## Introsongs

### V.S. (Armada)
Opening/Einde:
- "Transformers: Armada Theme" door SD Entertainment

### Japan (Micron Legend)
Opening:
1. "Transformer – Dream Again" door Psychic Lover
2. "Transformers – Koutetsu no Yuuki" door Hideaki Takatori

Einde:
1. "Never Ending Road" door Psychic Lover
2. "Don't Give Up" door Psychic Lover